# Танжерський похід
Танжерський похід (порт. Campanha de Tanger) — військова експедиція Португальського королівства з метою захопити місто Танжер у Марокканському султанаті. Закінчилася катастрофою для португальців. Проходила у вересні-жовтні 1437 року. Очолювалася візеуським герцогом, інфантом Енріке Мореплавцем. Португальці оточили Танжер і, незважаючи на декілька штурмів, не могли здобути його. У жовтні до міста підійшли марокканські підкріплення з Фесу під командуванням візира Абу-Захарії. Користуючись чисельною перевагою, марокканці оточили португальський табір. Під тиском голоду інфант Енріке капітулював. Аби врятувати своїх людей і отримати право на відступ, він пообіцяв марокканському султанові повернути Сеуту, захоплену португальцями 1415 року. Видавши заручників, інфант отримав дозвіл відвести свої війська. Після повернення експедиційних сил португальський уряд і кортеси відмовилися дотримуватися угоди з Марокко, кинувши напризволяще португальських заручників, серед яких був інфант Фернанду. Поразка сильно вдарила по авторитету Енріке, який був ініціатором, організатором і керівником цього походу. З іншого боку, марокканський візир Абу-Захарія перетворився з непопулярного регента на героя, рятівника султанату. Також — Танже́рська катастро́фа (порт. Desastre de Tânger).

## Передумови

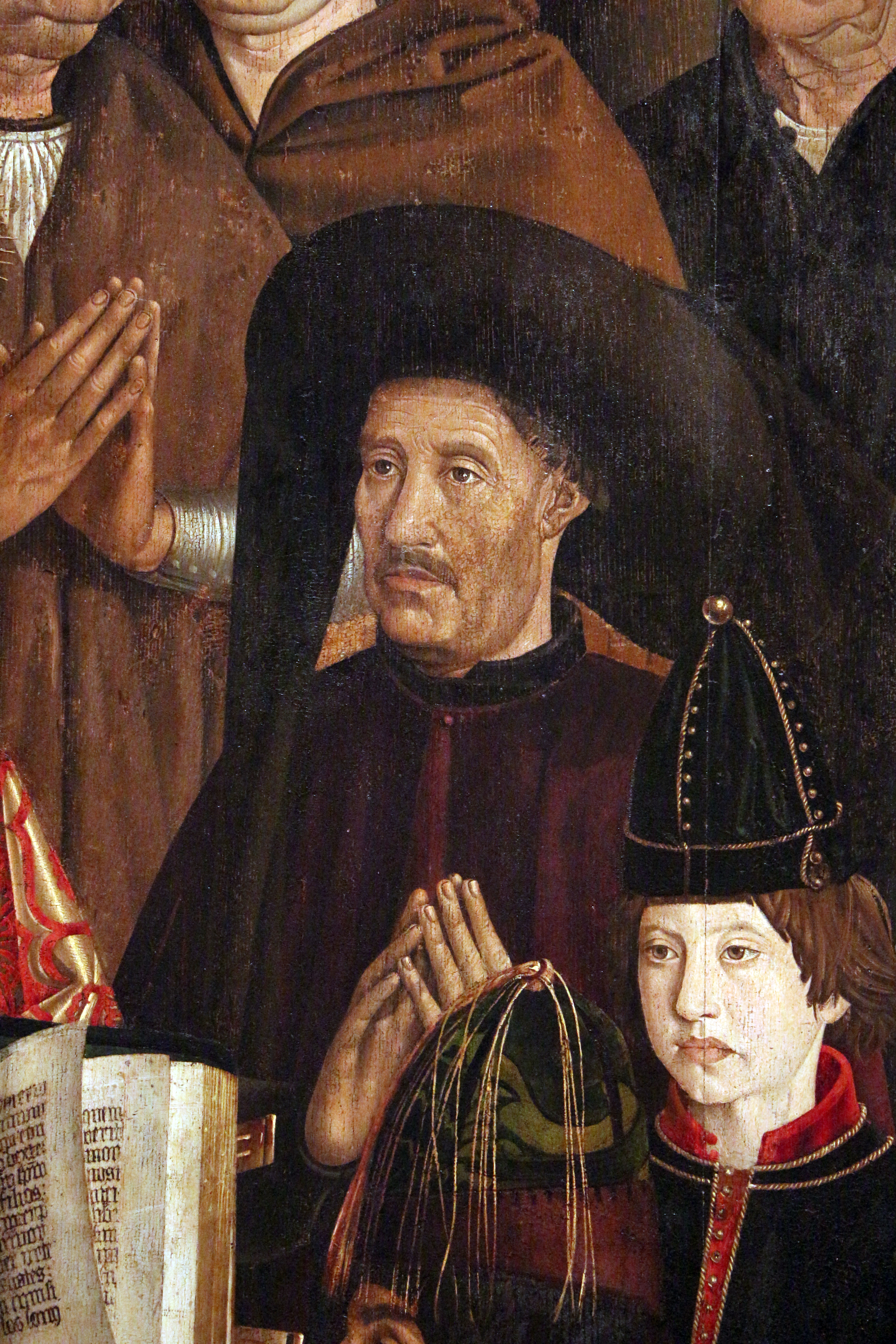
Енріке Мореплавець.

1415 року Португалія захопила марокканське місто Сеуту на південному боці Гібралтарської протоки. Через чотири роки марокканці марно намагалися відвоювати цитадель. Після вбивства султана в 1420 році Марокко поринуло у політичну кризу, яка розтягнулася на декілька років. Це дало португальцям можливість укріпитися в Сеуті.
Всупереч сподіванням Португалії завоювання Сеути виявилося неприбутковим. Марокканці відрізали місто від своєї сухопутної торговельної мережі та системи постачання. Внаслідок цього Сеута перетворилася з великого населеного пункту на вилюднілу фортецю, яку слід було захищати силами португальської залоги. Кошт на її утримання був більше від доходу з міста. Оскільки португальці не вели військових дій у Північній Африці, а витрати на Сеуту спустошували державну скарбницю, частина португальських високопосадовців вимагали відкликати сеутський гарнізон і покинути місто.
1416 року король Жуан I призначив свого сина-інфанта, візеуського герцога Енріке Мореплавця відповідальним за постачання Сеути. На противагу планам залишити місто, він хотів вирішити проблему шляхом розширення португальської експансії в Марокко.
1432 року Енріке запропонував батькові амбіційний проект хрестового походу з метою захопити усе Марокко, або його північну частину з великими торговельно-фінансовими центрами. Перемога принесла б Португалії нові багаті землі й численних підданих, а ізольована і дотаційна Сеута перетворилася б на самодостатній форпост. Честь очолити експедиційне військо автор проекту випрошував для себе.
Для розгляду ідеї марокканського походу Жуан І зібрав королівську раду. До неї увійшли його сини — спадкоємець Дуарте, коїмбрський герцог Педру, конетабль Жуан, барселуський граф Афонсу, аррайолуський граф Фернанду, оренський граф Афонсу. Вони всі висловилися проти марокканської авантюри Енріке. Обґрунтування походу видавалися непереконливими: ні людських, ні фінансових ресурсів на підкорення Марокко португальці не мали. Крім цього, братам не подобалося, що Енріке очолить похід. Барселуський граф Афонсу взагалі радив йому вступити на службу до Кастильської Корони, де б той зміг прославитися у війнах з іновірцями.
Через місяць, у липні 1432 року, португальський посол представив кастильському уряду марокканський проект Енріке. Проте Кастильська Корона в особі Алваро де Луни так само відхилила його, вважаючи недоцільним.
Обстоюючи ідею походу, Енріке Мореплавець вказував на сприятливість моменту: султанат роздирала війна між бунтівними регіональними володарями і центральним урядом; молодий марокканський султан Абд аль-Хакк II з Маринідської династії ворогував зі своїм владолюбним візиром-ренетом Абу-Закарією. Інфант вірив, що марокканці не зможуть організувати опору у разі нападу. Він вважав, що достатньо захопити важливі порти Танжер, Ксар-ес-Сегір й Асілу, аби забезпечити панування Португалії в цілому Північному Марокко. Питання нестачі військ Енріке планував вирішити за рахунок Святого Престолу — папа мусив проголосити експедицію хрестовим походом, і тоді вояки з усіх кутків християнської Європи компенсували б малу чисельність португальських сил.

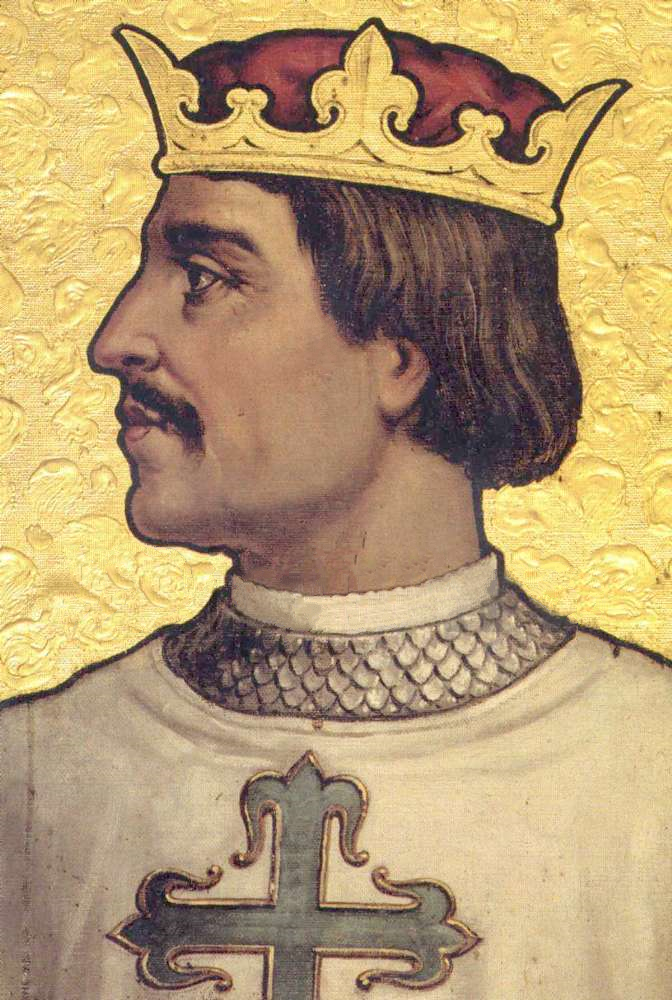
Жуан І
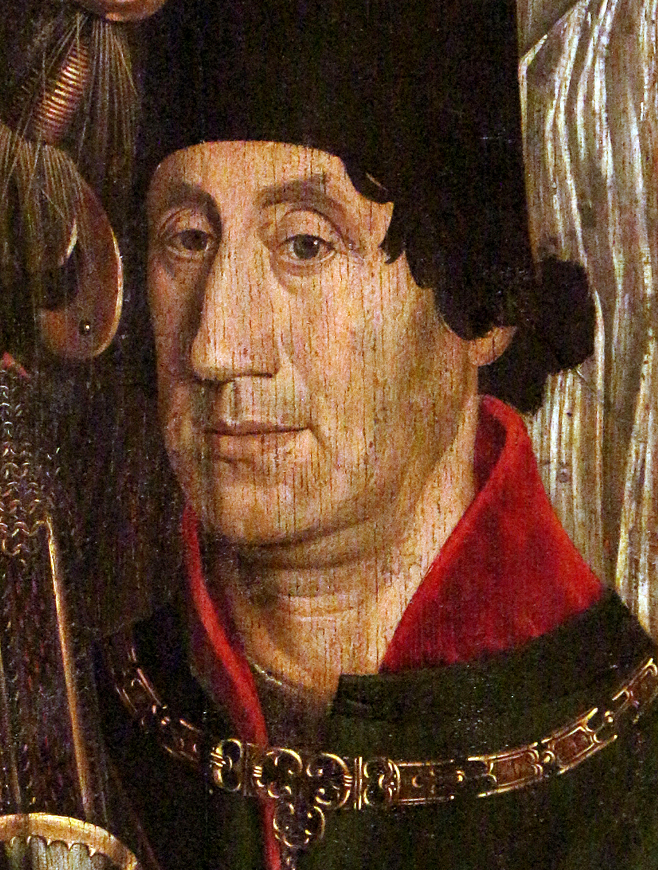
Педру Коїмбрський
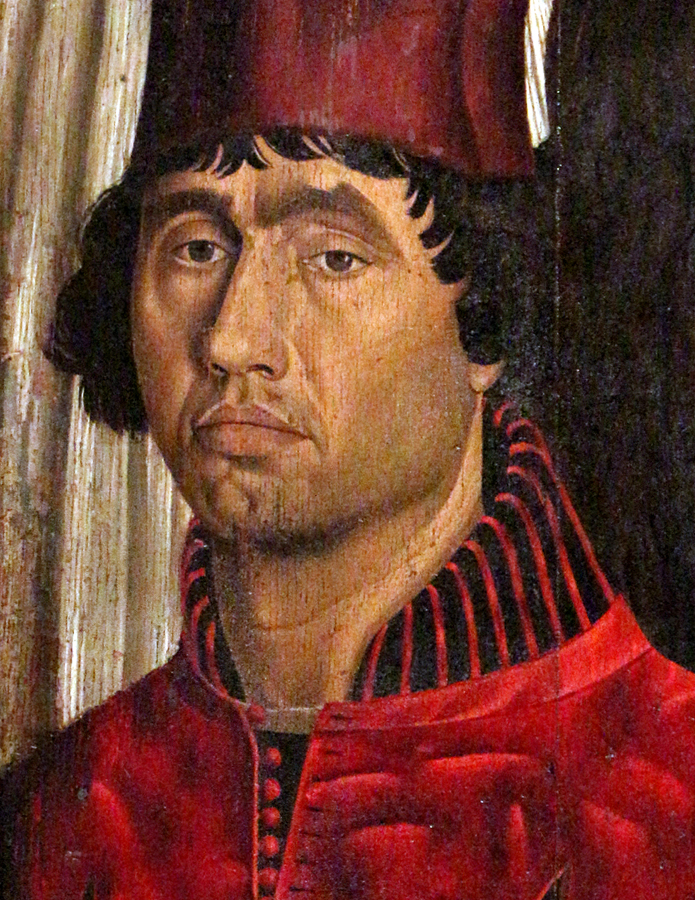
Жуан, конетабль
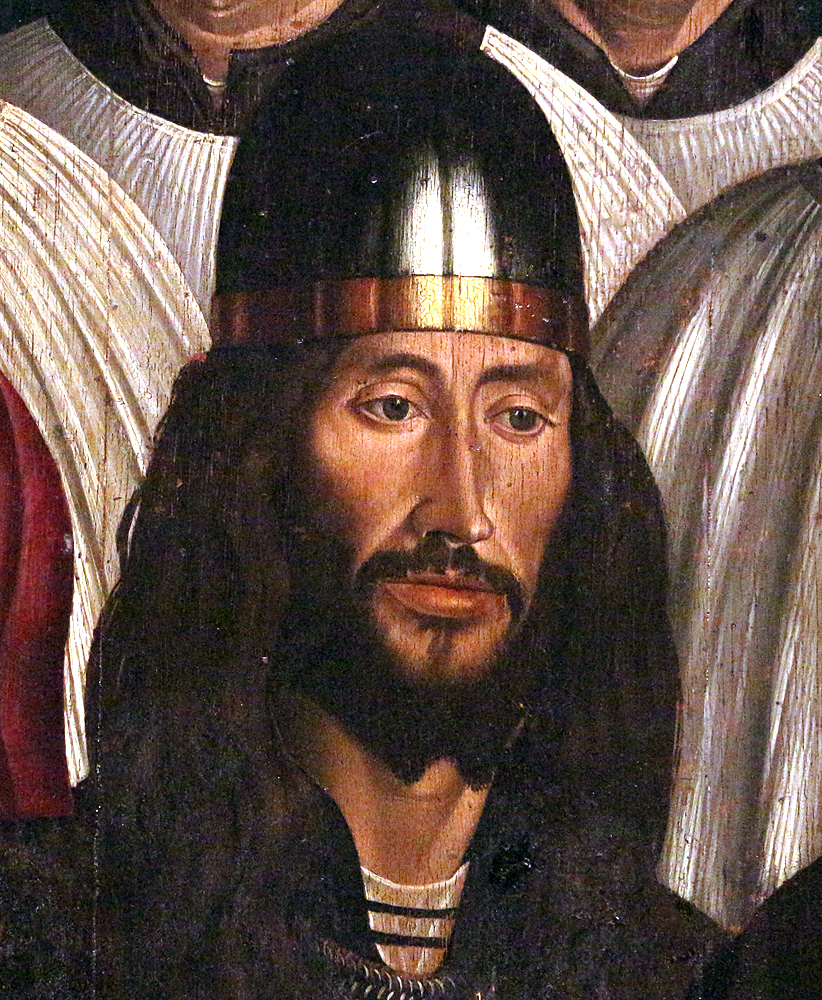
Фернанду Блаженний
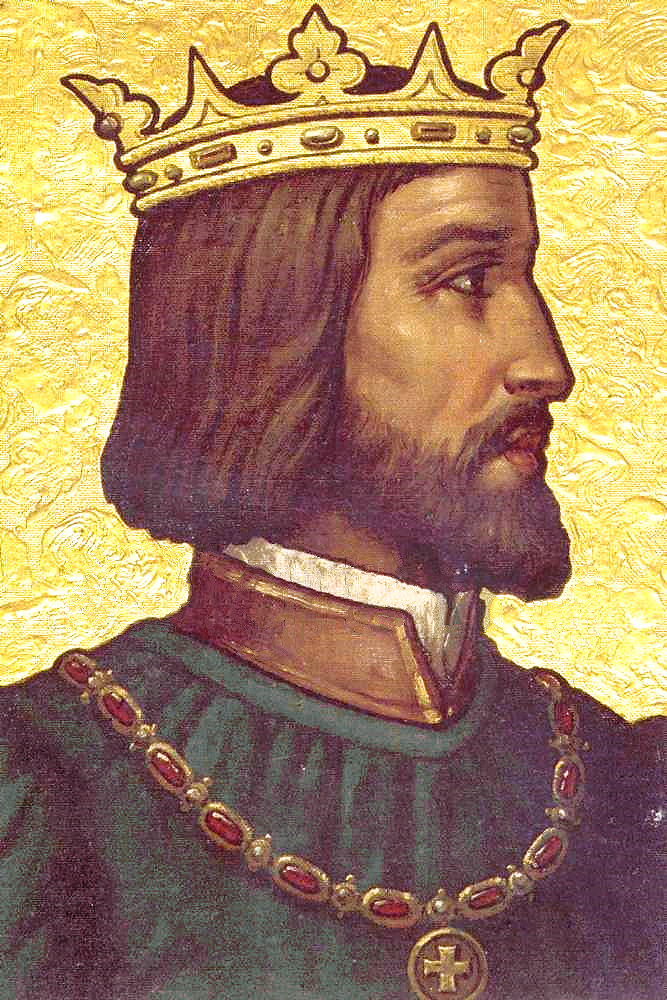
Дуарте

Король Жуан І симпатизував планам Енріке, але 1433 року помер, не встигши ухвалити рішення. Наступний король Дуарте був противником авантюри. Незважаючи на це, Енріке наполегливо добивався її реалізації й спромігся заручитися підтримкою наймолодшого брата-інфанта Фернанду. Останній, невдоволений своїми скромними маєтками в Португалії й підбурюваний братом, сподівався покращити своє становище закордоном. 1435 року Енріке і Фернанду спільно повідомили короля, що за потреби вирушать до Марокко власним коштом, зі своїми людьми, включаючи членів Ордену Христа і Авіського ордену. Дуарте намагався відмовити їх, скеровуючи до Кастилії.
Тим часом Енріке знайшов собі нового союзника — королеву Леонору Арагонську, дружину Дуарте. Вона була налаштована анти-кастильськи й стала намовляти чоловіка підтримати експедицію до Марокко. Врешті-решт, Дуарте погодився за умови, що Енріке прийме своїм названим сином його рідного сина, молодого інфанта Фернанду, визнає того своїм спадкоємцем і заповість усі свої маєтності. Енріке погодився на пропозицію короля і 7 березня 1436 року переписав свою спадщину на небожа.

## Приготування

### Кортеси
У березні 1436 року король Дуарте розіслав накази про підготовку до Марокканського походу. Планувался, що португальці здобудуть три головні порти — Танжер, Ксар-ес-Сергір та Асілу. Загальна кількість експедиційної армії мусила нараховувати 14 тисяч вояків; з них 4 тисяч становила кіннота (3500 лицарів, 500 кінних лучників), а 10 тисяч — піхота (7000 піхотинців, 2500 лучників, 500 слуг). До Кастилії, Англії, Фландрії, Північної Німеччини були відряджені посланці з метою скуповувати кораблі, амуніцію та провіант.
У середині квітня Дуарте скликав у Еворі кортеси, аби зібрати гроші на похід. Депутати дуже скептично поставилися до пропозицій, а представники міщан переважно висловилися проти експедиції. Тим не менш, завдяки інтригам королівських агентів, кортеси успішно проголосували за її скромне фінасування.
У голосуванні не брали участі головні опоненти проекту — три королівські брати: коїмбрський герцог Педру, конетабль Жуан і барселуський граф Афонсу. Дуарте навмисно «забув» їх запросити до кортесів, аби вони не зіпсували справи. У серпні 1436 року король він зустрівся при дворі в Лейрі, аби вони представили свої голоси. Трійця висловилася проти» і записати так у постанові кортесів. Але Дуарте попередив, що їхні голоси вже нічого не визначають і Марокканська експедиція відбудеться за будь-яких умов.

### Переговори з Римом і Кастилією

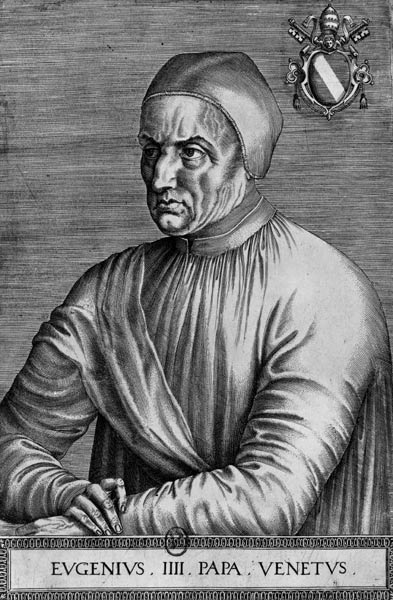
Папа Євгеній IV.

Тим часом Енріке вів переговори зі Святим Престолом, аби санкціонувати Марокканську експедицію. 8 вересня 1436 року папа Євгеній IV видав для нього буллу «Rex Regnum», якою благословив починання португальців і оголосив хрестовий похід. Тим не менш, понтифік сумнівався у законності війни проти мусульманського Марокко. Його вагання посилили доповіді болонських юристів Антоніо Мінуччі з Пратовеккьо та Антоніо де Роселліса, які твердили, що в Португалії немає підстав на «справедливу війну» (jus bellum) проти марокканців.
Паралельно з підготовкою походу, Енріке клопотав перед Римом, аби той визнав португальські претензії на незавойовану частину Канарських островів. Це спричинило конфлікт із Кастилією, що ледь не поставив під загрозу Марокканський проект інфанта. Коли 15 вересня 1436 року папа Євгеній видав для Енріке буллу «Romanus Pontifex», якою визнав право Португалії підкорити незаймані Канари, кастильськи прелат і бургоський єпископ Альфонсо де Картахена офіційно виступив проти такого рішення. Він навів томи документів, доводячи, що усі Канарські острови «по праву» належать Кастильській Короні. Під тиском аргументів понтифік був змушений відкликати свою постанову по Канарах у листопаді того ж року. Втім, бургоський єпископ не спинявся і взявся обґрунтовувати перед Римом нові завищені претензії: визнання верховенства кастильської Компостели над рядом португальських діоцезій, переведення португальських лицарських орденів до кастильської юрисдикції, і, найголовніше, відкликання Марокканського походу. Кастилець вважав, що вся Північна Африка входить до кастильської сфери інтересів і тому навіть Сеуту, завойовану португальцями, слід віддати Кастильській Короні. Ці вимоги поставили під загрозу не лише плани Енріке, а й могли призвести до нової кастильсько-португальської війни. Аби уникнути збройного конфлікту папа Євгеній IV маніфестував нову буллу «Dominatur Dominus» від 30 квітня 1437. Цей документ дозволяв португальцям військову експедицію, але й змінював положення минулорічної вересняної булли таким чином, щоб не обмежувати потенційні права кастильців на завоювання. Тим не менш, до кінця травня 1437 року ситуація з походом була неясна, а сам Енріке, готуючись до кастильської агресії, наказав укріпити кордон у Валенсі й Олівенсі. Врешті-решт, на початку літа 1437 року кастильці вгамували свої політичні апетити й дипломатичне протистояння закінчилося.

## Похід

### Виступ
У серпні 1437 року, через рік приготувань, Енріке зібрав сили для експедиції. За даними Піни кількість найнятих військ була вдвічі менше від запланованої — лише 6 тисяч вояків (з них — 3000 лицарів, 2000 піхотинців, 1000 лучників). Алварес подає трохи вищі цифри — 7000 чоловік з Лісабону, не враховуючи сил з Порту і Сеути. Для перевезення цієї армії не вистачало кораблів, куплених, переважно, в англійців і басків. Через транспортну кризу частина найманців (щонайбільше — чверть) мусили лишатися в Лісабоні. Тим не менш, організатори вирішили починати похід, а тих хто лишився, перевозити другою чергою.
Король Дуарте призначив інфанта Енріке командувачем експедиції. Він вирушав разом із військами з Лісабона. Його небіж, аррайолуський граф Фернанду, що обіймав посаду конетабля шляхти, вирушив до Порту, де організував відправлення найманців з Північної Португалії. У експедиції взяли участь інфант Фернанду Блаженний, рідний брат командувача; маршал Вашку Фернандеш Контіню; головний капітан флоту Алвару Ваз де Алмада; прелат, папський легат Алваро де Абреу. Разом із ними до Марокко вирушали лицарі Ордену Христа та Авіського ордену. Приватними військами інфанта Енріке командував його мажордом Фернанду де Каштру, а військами аррайолуського графа Фернанду — Фернанду де Каштру-Лелека.
17 серпня 1437 року після літургії в Лісабонському соборі Енріке отримав від Дуарте королівський штандарт. 22 серпня португальський флот з військами на боту вирушив із Беленської бухти у напрямку до Північної Африки.

### Ситуація в Марокко
На відміну від Сеутського походу 1415 року експедиція Енріке Мореплавця не була блискавичною. Марокканський султанат наперед довідався про плани завойовників через кастильсько-португальські дипломатичні скандали та задовгі приготування експедиції. Незважаючи на міжусобиці, марокканці об’єдналися й укріпили міста, які противник збирався захопити. Вони посилили укріплення, збільшили залоги й перекрили гірські перевали поблизу Сеути. У відповідь командир сеутського гарнізону, віла-реальський граф Педру де Мінезіш відправив загін під командуванням свого сина Дуарте на південь для рейду на марокканське місто Тетуан. Але це не мало суттєвого впливу на організацію марокканської оборони.
Танжером командував управитель Салах ібн Салах (у португальських джерелах — Салоабенсалла, Çallabençalla). Він був вірним слугою Маринідської династії, володарем північного узбережжя Марокко. До португальського нападу 1415 року Салах керував Сеутою, і відтоді шукав нагоди помститися португальцям за втрату міста. У Танжері він мав 7-тисячний гарнізон, до якого входили стрільці з Гранадського емірату.
Протягом останніх п'ятнадцяти років Марокко розкололося на декілька де-факто самоврядних областей, які лише формально визнавали зверхність столичного уряду в Фесі. Попри це, коли візир Абу Захарія Яхя аль-Ваттасі (Лазераке, Lazeraque), що керував державою за молодого султана Абда аль-Хакка II (Абделака, .Abdelac), звернувся до усіх із закликом єдності та святого обов'язку захисту батьківщини перед лицем іноземного вторгнення, марокканські володарі, які ще вчора ворогували один із одним, відгукнулися на нього. З усіх куточків країни до Фесу почали сходитися сили добровольців, готові відбити напад невірних.

### Португальська облога Танжера

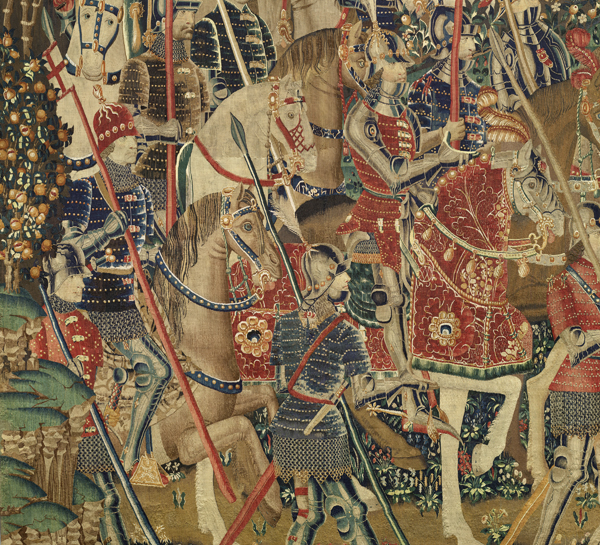
Португальські лицарі ХV ст. (Пастранські гобелени).

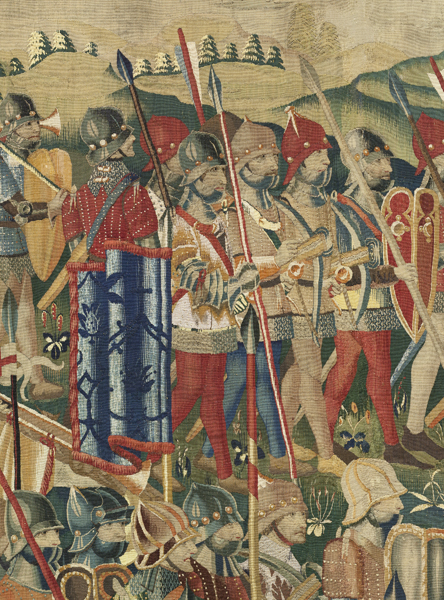
Португальські солдати ХV ст. (Пастранські гобелени).

#### Марш із Сеути
27 серпня 147 року флот Енріке прибув до Сеути, де його зустрів командир гарнізону Педру де Мінезіш. Кораблі із вояки з Порту під командуванням Фернанду Аррайолуського приїхали незабаром. Не чекаючи решти військ, що лишилися в Лісабоні, Енріке збирався почати операцію з тими, що вже мав під рукою.
Португальці збиралися просуватися узбережжям і захопити по черзі Ксар-ес-Сегір, Танжер і Асілу. Але цей план відкинули. Розвідка боєм виявила, що гірські перевали зайняті й добре укріплені неприятелем. Тоді Енріке та члени його військової ради вирішили прямувати спочатку до Танжера. Армію розділили на 2 частини. Більша під командуванням Енріке рушала сушею, на південь, через руїни Тетуана і гори; менша, очолювана Фернанду, пливла кораблями вздовж північно-африканського узбережжя.
9 вересня головна колона інфанта Енріке вирушила з Сеути в бойовому порядку. Передові сили вів аррайолуський граф Фернанду. Правим флангом командував Фернанду де Каштру, лівим — Фернанду де Каштру-Лелека. Енріке очолював центр. Дуарте де Мінезіш ніс королівський штандарт замість свого батька, королівського знаменосця Педру, який залишився у Сеуті через хворобу. Особистий стяг інфанта Енріке тримав Руй де Мелло да Куня. Також майоріли прапори із Христом-хрестоносцем, Дівою Марією, покійними королем Жуаном І та конетаблем Нуну Перейрою. Папський легат Алваро де Абреу ніс з собою уламок Животворного Хреста, який надіслав папа Євген IV.
13 вересня головна колона прибула до околиць Танжера, не зустрівши значного опору на своєму шляху. Тим часом війська Фернанду, що пливли на кораблях, висадилися поруч, біля Єврейського мису. Згідно з повідомленнями очевидця походу, брата Жуана Алваріша, інфант Енріке одразу ж штурмував Танжер того самого дня. Проте хроніст Руй де Піна повідомляє, що португальці почали перший приступ міста лише через тиждень.
Сім днів португальські вояки будували укріплений табір на пагорбі західніше Танжера. За наказом Енріке вони звели міцні укріплення, які наглухо оточили частоколом. Це було зроблено всупереч наказам короля Дуарте, який радив не замикати табір огорожею, а продовжити її до морського берега, аби португальці мали прямий захищений доступ до своїх кораблів. Через мобілізацію в Марокко, король також вказував не зволікати зі здобуттям Танжера; якщо місто не впаде за тиждень, слід було відступати до Сеути, зимувати там і чекати подальших наказів наступної весни. Втім Енріке знехтував цими порадами.

#### Перший штурм і сутичка
За даними Піни, 20 вересня Енріке віддав наказ про штурм Танжера. Він атакував одночасно п'ять різних ділянок міста. Одну зі штурмових груп інфант очолив особисто.
Наступ був погано продуманий і тому швидко захлинувся. Португальська артилерія виявилася заслабкою, а облогові драбини — закороткими. Нападники поспішно відступили, втративши 20 убитими і близько 5 сотень пораненими.
Після невдачі Енріке віддав наказ доставити на кораблях важку артилерію з Сеути. Організацією перевезення, ймовірно, займався Дуарте де Мінезіш, який з дозволу інфанта повернувся туди, аби провести хворого батька Педру в останню путь 22 вересня. За тиждень він привіз під Танжер провізію та гармати. Але португальці втратили багато часу, чим скористалися їхні вороги.
Невдовзі після першого штурму біля Танжеру з’явилися передові марокканські відділи, надіслані на підмогу обложеному місту. Португальці вислали загін із 3 сотень вояків, щоб перебити їх, але самі були розбиті. Звістка про загибель загону викликала тривогу в таборі Енріке.
30 вересня біля Танжерських пагорбів прибула велика марокканська армія. За португальськими джерелами вона нараховувала 10 тисяч кінноти і 90 тисяч піхоти. Енріке рушив із військом до пагорбів, сподіваючись на бій, але марокканці нерухомо стояли у долині. Після трьох годин очікування  інфант наказав своїм силам спровокувати неприятеля, але той відійшов на пагорби, зайнявши вигідні висоти. У відповідь Енріке відкликав своїх людей й повернувся до табору. Наступного дня, 1 жовтня, пройшли такі самі безрезультатні маневрування обох армій.
3 жовтня марокканська армія рушила маршем до португальських позицій, загрожуючи прорвати лінії оточення Танжера. Енріке вишикував своїх вояків у дві ряди, чим спинив противника. Намагаючись захопити ініціативу, інфант вислав сильне ліве крило під командуванням Алваро Ваз де Алмади і Дуарте де Мінезіша зайняти висоту на ворожому правому фланзі. Він також наказав першій лінії наступати вперед. У цей момент вояки танжерського гарнізону, помилившись у розрахунках, зробили вилазку й атакували сили облоги. Португальські резерви на чолі з Діогу Лопешем де Созою вдарили по танжерцях і відігнали їх назад до міста. Зважаючи на те, що португальці зайняли висоту і невпинно наступають, марокканська армія вирішала відступити. Енріке сприйняв це за перемогу. Його вояки переповідали, що бачили того вечора знак білого хреста у небі.

#### Другий штурм

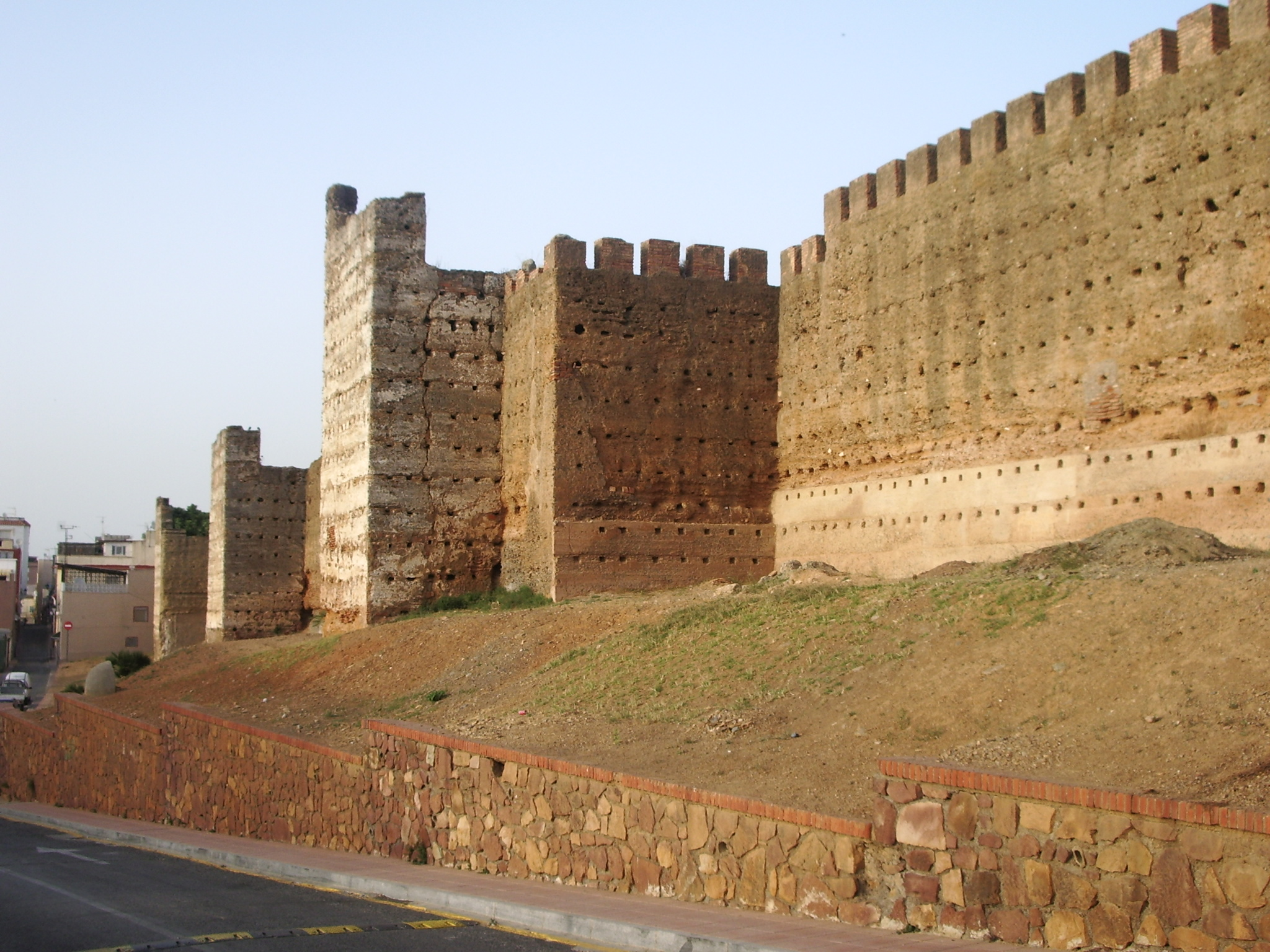
Фортечні мури Сеути XІV ст., споруджені марокканською династією Маринідів.

5 жовтня відбувся другий приступ Танжера. Португальці вже мали дві великі гармати із Сеути, а також облогову вежу і довгі драбини. Бойовий дух був високим. Енріке особисто вів штурмовиків у бій. Інфант Фернанду командував рештою сил. Еворський єпископ Алваро та аррайолуський граф Фернанду прикривали фланги від можливого удару марокканської армії.
Початок операції був обнадійливим. Португальська артилерія серйозно пошкодила міські мури і браму Танжера. Проте коли нападники пішли в атаку, танжерці зустріли їх щільним вогнем з луків і рушниць. Штурм захлинувся на першій же стадії. Португальці не змогли навіть здійнятися на стіни. Вони приставили лише одну облогову драбину до фортечного муру, яку миттєво знищили захисники.

#### Прибуття візира. Бій
9 жовтня, коли Енріке планував третій штурм міста, надійшли тривожні відомості від розвідки. До Танжера підійшла всемарокканська армія, мобілізована з усієї країни. Її чисельність (завищена португальськими джерелами) становила 60 тисяч кінноти і 700 тисяч піхоти. Очільником армії був марокканський візир Абу Захарія. Під його командою перебувало «багато королів» — емірів з Фесу, Марракешу, Сіджильмаси, Велеза та інших міст.
Португальці опинилися в меншості. Стало зрозуміло, що Танжерська експедиція провалена. Енріке звелів організувати належний відступ на кораблі. Моряки отримали накази приготуватися до відплиття, а війська — до відбиття нападу марокканців. Маршал Котіню очолив артилерію, капітан Алмада — піхоту, а Енріке — кавалерію.
Тим часом, велика марокканська армія підійшла до Танжера. Вона блискавично атакувала португальські позиції, зруйнувавши аванпости й прорвавши лінії облоги. Після цього марокканці, не спиняючись, вдарили по основних силах противника. Вони захопили артилерійські батареї і розгромили португальську кінноту, яка заходилася тікати до укріпленого табору. Кінь Енріке загинув, внаслідок чого інфант повністю контроль над ситуацією і ходом відступу. Оточений неприятельськими вершниками, він ледь сам не загинув. Інфанта врятували героїчні дії Фернана Алваріша Кабрала та декількох гвардійців, які ціною своїх життів, прорвалися крізь оточення і винесли командира з поля бою.
Відступ португальців швидко перетворився на безладну втечу. Кинувши свої облогові позиції, вояки намагалися дістатися до кораблів. Найзапекліший бій тривав біля укріпленого португальського табору, який марокканцям так і не вдалося здобути. Під вечір січа стихла. Марокканське військо оточило й взяло в облогу табір португальців.

### Облога португальського табору
Протягом ночі португальці, які опинилися оточеними в таборі, відремонтували і укріпили його. За повідомленням хроніста Жуана Алваріша їх було не більше 30 сотень. Решта вояків загинули, або розбіглися.
Наступного дня, 10 жовтня, багатотисячна марокканська армія пішла на приступ табору. Нападники штурмували його чотири з половиною годин, але були відбиті.
Незважаючи на успіх, португальці опинилися у безвиході: вони мали харчів лише на день-півтора. У таборі був лише один маленький колодязь, води з якого вистачало лише на сотню осіб за день. Коли провізія вичерпалася Енріке вирішив збройно прорватися вночі з табору до кораблів. Але цей  задум зірвався на самому початку. Як повідомляє хроніст Піна, священик Мартін Вієйра, капелан самого інфанта, перейшов на бік неприятеля і видав їм усі таємниці. Марокканці посилили лінію оточення табору та пости на підступах до моря, остаточно поховавши надії португальців на втечу.

### Перемир'я. Переговори
12 жовтня португальці уклали з марокканцями перемир'я. За повідомленням Піни, це відбулося з ініціативи Абу Закарії, який зважаючи на велику кількість жертв відкликав війська і запропонував противнику мирний відступ в обмін на Сеуту.
Втім, хроніст Жуан Алваріш подає складнішу картину. У його версії ініціатором миру була португальська сторона. Вона вислала своїх представників до Абу Захарії ще першого дня, 10 жовтня. У відповідь марокканці не штурмували табір наступного числа, 11 жовтня. Це була п'ятниця, святий день для мусульман. В суботу 12 жовтня, обміркувавши португальські пропозиції, Абу Захарія погодився укласти перемир'я.
Після цього розпочалися переговори про капітуляцію португальців. Останніх представляв кампу-майорський управитель Руй Гоміш да Сілва. Марокканську делегацію очолював танжерський емір Салах ібн Салах.
Частина радикальних марокканських воєначальників, незадоволених рішенням Абу Захарії й переговорами з «невірними», заявили про розрив із візиром. 12 жовтня вони самочинно кинули свої сили на штурм португальського табору. Бій тривав сім годин й завершився перемогою португальців. 
Ситуація в португальському таборі погіршувалася з кожним днем. Харчі скінчилися, води не вистачало на всіх. Вояки з’їли своїх коней та худобу. Було багато поранених і знесилених. Португальці не мали достатньо сил утримувати весь периметр укріплень табору. Суботнього вечора, за мовчазної згоди Абу Захарії, Енріке зменшив площу власних укріплень і звів нові ближче до моря, аби ефективніше відбивати напади марокканських радикалів, які вийшли з-під порядкування візира. Тим не менш, нових штурмів не було. Починаючи з неділі 13 жовтня обидві сторони дотримувалися перемир'я.

### Договір
16 жовтня 1437 року португальці й марокканці узгодили текст договору. Наступного дня його підписали Енріке та Салах ібн Салах. Згідно з домовленостями португальські вояки евакуювалися на свої кораблі і верталися до додому. Вони були змушені лишити всю свою зброю, артилерію, особисті речі, поклажі, намети і коней переможцям. Відступати дозволялося лише у власному одязі, з пустими руками. Головною умовою договору була обіцянка Енріке повернути марокканцям Сеуту, захоплену португальцями 1415 року. Їхній гарнізон мусив здати міську цитадель і звільнити усіх марокканських полонених, які утримувалися в ній. Угода також передбачала встановлення столітнього миру між Португалією, Марокко та іншими ісламськими державами Північної Африки.
Задля проведення безпечної евакуації сторони обмінялися заручниками. Танжерський емір Салах передав португальцям свого сина, а ті, у відповідь, — чотирьох лицарів: Педру да Атаїде, Жуана Гоміша де Авелара, Айреша да Куню і Гоміша да Куню.
Для виконання основної умови — повернення Сеути — у Марокко мусив лишатися заручником інфант Фернанду, рідний брат самого Енріке та дядько правлячого короля Дуарте. Як повідомляє Піна, Енріке був проти цього й пропонував замість брата себе, але члени його військової ради висловилися проти. Після того як інфант Фернанду і його невеликий почет, до якого входив секретар Жуан Алваріш, прибули до еміра Салаха, їх негайно відправили з конвоєм до Асіли.
Під час евакуації португальських вояків на них на пляжі напали декілька непримиримо налаштованих марокканців. У сутичці загинуло сорок чоловік. Можливо, як припускають деякі сучасні історики, вона трапилася через те, що солдати намагалися потайки пронести заборонену зброю. Згодом, офіційний Лісабон трактуватиме цей епізод як односторонній розрив угоди марокканською стороною, вважаючи необов’язковим її дотримання зі свого боку.
19 жовтня усі португальські війська евакуювалися на кораблі. Останніми на них сіли капітан Алваро Ваз де Алмада і маршал Вашку Фернандеш Котіню. Всупереч домовленостям Енріке не повернув марокканського заручника, сина еміра Салаха ібн Салаха. У відповідь останній арештував чотирьох португальських заручників й направив їх під вартою до Асіли.
37-денний Танжерський похід португальців завершився поразкою і ганьбою. 25 днів вони облягали марокканське місто, а наступні 12 — самі перебували в облозі марокканських сил. Згідно з хроніками експедиційна армія Енріке втратила убитими 500 чоловік; чисельність поранених, полонених і дезертирів невідомо. Про втрати марокканців так само немає даних.

## Альтернативна хронологія
Зазвичай, події Танжерської кампанії описують згідно з повідомленнями Руя де Піни. Проте брат Жуан Алваріш, свідок походу, датує ці події інакше. Зокрема, він зазначає, що португальці штурмували Танжер 13 вересня, одразу після прибуття. Другий приступ тривав 14—15 вересня. Поява марокканських роз'їздів мала місце 16-го числа, а війська підкріплення — 17-го числа. Хроніст відмічає, що перша велика сутичка між португальцями і марокканцями відбулася в долині 19 вересня. Того ж дня танжерці зробили безуспішну вилазку. 20 вересня відбувся третій штурм Танжера, який Піна подає як другий. 25 вересня під місто прийшла велика армія візира Абу Закарії. Того ж дня відбулася битва під Танжером, що закінчилася оточенням і штурмом португальського табору. 26 вересня марокканці провели другий штурм укріплень противника, після якого португальці надіслали до ним своїх посланців з пропозиціями перемир'я. Третій 7-часовий приступ португальського табору відбувся 28 вересня, після чого стартували переговори про капітуляцію. Під час перемовин сталися ще два марокканські штурми 1 жовтня і 3 жовтня. Після цього, 16 жовтня обидві сторони досягли згоди, обмінялися заручниками, і наступного числа, 17 жовтня підписали угоду.
Обидва хроністи відмічають, що між прибуттям Абу Захарії та початком переговорів пройшов тиждень. На відміну від Піни, Алваріш твердить, що вони тягнулися ще два тижні. Якби під час цієї перерви марокканці не дозволили португальцям поповнити запаси продовольства і води для табору, експедиційні сили просто б вимерли з голоду.

## Наслідки
19 жовтня осоромлений Енріке вирушив до Сеути, а не Лісабону. Відправку уцілілих військ до Португалії він доручив своєму мажордому Фернанду де Каштру. Той мусив замість свого пана рапортувати королю Дуарте про поразку. Сам інфант впав у глибоку депресію — він на декілька тижнів забарикадувався в своїх апартаментах й, практично, ні з ким не розмовляв. Як раз у цей час до Сеути прибув новопризначений губернатор Фернандо де Нороня, що мусив заступити свого покійного тестя Педру де Мінезіша. Дізнавшись, що за підсумками Танжерської кампанії місто буде здане марокканцям, він хотів переговори з Енріке, але той уникав його, тримаючи в постійному стресі.
Тим часом погані новини поступово просочувалися до Португалії. Перед цим, в кінці вересня, португальський конетабль Жуан розпочав набір нових військ в південній провінції Алгарве, щоб відправити їх для підмоги своєму братові Енріке під Танжер. Перебуваючи на півдні, Жуан одним із перших дізнався про облогу португальського табору марокканцями. Він негайно зібрав кораблі, людей і харчі, які мав під рукою, і вирушив до Танжеру. Проте в дорозі, довідавшись про капітуляцію, змінив курс до марокканської Асіли. Там Жуан вступив у переговори з підлеглими Салаха ібн Салаха, сподіваючись звільнити із заручників свого іншого брата, інфанта Фернанду. Втім його намагання були марними і він повернувся додому з пустими руками.
Король Дуарте отримав новини про оточення португальців під Танжером 19 жовтня, перебуваючи в Сантарені. Його брат Педру Коїмбрський, який довідався про це в Лісабоні, наказав збирати армаду для порятунку братів. Проте коли він ще перебував у столиці, повернулися уцілілі експедиційні війська з новинами про капітуляцію та договір про здачу Сеути. Португальський двір був шокований. Педру й конетабль Жуан, які ще до походу виступали за залишення збиткового міста, радили королю виконати угоду з марокканцями. Але Дуарте, який міг віддати подібний наказ, перебував в нерішучості.
Після тривалої перерви Енріке надіслав з Сеути листа королю. Він переконував його не виконувати положень договору, які сам був підписав. Інфант зазначав, що марокканці порушили угоду першими, напавши на португальців на пляжі під час евакуації. Енріке радив не здавати Сеуту і пропонував обміняти сина Салаха ібн Салаха, якого досі утримував, на інфанта Фернанду. Одночасно, король отримав листа і від самого Фернанду. Той зауважував, що марокканці відпустять його лише після передачі ним Сеути, і дивувався, чому місто досі не евакуйоване. З цих листів випливає, що всупереч легенді, популяризованій самим Енріке, його брат не збирався ставати мучеником за справу батьківщини, й сподівався на виконання договору й швидке звільнення.

## Лейрійські кортеси
У січні 1438 року король Дуарте скликав кортеси у Лейрії. На них планувалося вирішити долю Сеути та інфанта-заручника Фернанду. Енріке не брав участі у зборах, лишаючись в Африці.
Лерійські кортеси розпочали роботу 25 січня 1438 року. Перед сесією речник короля Дуарте офіційно звинувати інфанта Енріке у нехтуванні королівськими порадами під час Танжерського походу. Тим не менш, беззаперечним було фактом і те, що король сам дав дозвіл на цю експедицію проти волі багатьох підданих, включаючи депутатів попередніх кортесів. На сесії зачитали лист Фернанду, в якому він сподівався на швидке визволення і пояснював збитковість Сеути для королівства. Інфанти Педру та Жуан, які від самого початку були проти походу, переконували кортеси ратифікувати договір з Марокко і негайно здати Сеуту. Духовенство погодилося з їхньою пропозицією, хоча й бразький архієпископ зазначив, що для цього слід отримати папський дозвіл. Однак міщани не схотіли міняти ціле місто на життя Фернанду, й вимагали знову провести переговори з марокканцями, аби виторгувати більш вигідні умови. Остаточно проект схвалення угоди поховала шляхетська магнатерія, виразником якої став Фернанду Аррайолуський, один із командирів злощасного походу. Він наполягав не перегляді статей, бо їх приймали «нечесно», під тиском. Врешті-решт, кортеси були розпущені, не прийнявши жодного рішення.
У червні 1438 року Енріке нарешті покинув Сеуту й прибув до Португалії. До королівського двору в Еворі він так і не з’явився. Дуарте зустрівся з ним приватно у Портелі. Саме там, очевидно, король остаточно вирішив не здавати Сеуту. Енріке запропонував альтернативні методи для визволення Фернанду — грошовий викуп; обмін інфанта на велику партію мусульманських полонених з країн Піренейського півострова; нова експедиція до Марокко тощо.
Тим часом, у травні 1438 року, після шести місяців топтання на місці, марокканський візир Абу Захарія наказав еміру Салаху перевести інфанта Фернанду з комфортабельних апартаментів до в'язниці у Фесі. Марокканці закували його у кайдани й регулярно принижували. Як зазначає хроніст Жуан Алваріш, який перебував із Фернанду, інфант мужньо витримував ці знущання.

## Місія Каштру
Після смерті короля Дуарте в серпні 1438 року на португальський трон зійшов його малолітній син Афонсу V. 1439 року регентом при ньому став брат покійного монарха, коїмбрський герцог-інфант Педру. Останній одразу зайнявся питанням Танжерського договору й вислав до марокканської Асіли двох послів — Мартина Тавору й Гоміша Іаніша. Вони мусили обговорити із тамтешньою владою процедуру обміну інфанта Фернанду на Сеуту. Формально інфант був заручником танжерського і асільського еміра Салаха, що на той час помер. Тому посли зустрілися із його наступником-братом, якого португальські джерела називають Мулеєм Букером (Muley Buquer). Новий емір визначив порядок процедури: спершу, португальці мусили звільнити запального сеутського губернатора Фернанду Нороню, після чого Букер надішле офіційний запит до візира Абу Захарії з проханням повернути заручника-інфанта з Фесу до Асіли. Подальші кроки не уточнювали.
Отримавши обнадійливу доповідь послів, регент Педру призначив Фернанду де Каштру відповідальним за Сеутську операцію. Він повинен був плити із флотом до Сеути, щоб звільнити губернатора Нороню і почати евакуацію гарнізону перед здачею міста асільському еміру. Одночасно, португальські посли знову вирушили до Асіли, щоб прийняти звільненого інфанта.
У квітні 1440 року (за іншими даними — 1441), Каштру виступив на кораблях до Сеути. Не сумніваючись в успіху операції, він мріяв одружити інфанта Фернанду зі своєю донькою прямо на місці, тому спорядив багату експедицію з розкішними товарами і 1,2 тисячним контингентом. Проте сталася біда. Поблизу мису святого Вікентія на португальську флотилію напали з засідки генуезькі пірати. Вони взяли на абордаж флагманський корабель і убили Каштру. Інші судна не встигли прийти капітанові на поміч. Дізнавшись про це, регент Педру поспішно надіслав розпорядження синові убитого, Алвару де Каштро, наказуючи йому очолити і завершити батькову місію.
Тим часом португальські посли Тавора й Іаніш прибули до Асіли й переконали еміра в тому, що Нороню звільнять, а Сеуту здадуть. Як і домовлялися, він надіслав офіційний запит до Фесу з проханням передати інфанта Фернанду. До делегації еміра португальці приставили свого представника, португальського єврея Жозе. Він мусив опізнати Фернанду в марокканській столиці й супроводжувати його до Асіли.
У травні 1440 року візир Абу Захарія отримав прохання асільського еміра. При ньому були також офіційні королівські листи про звільнення Нороні й наказ Каштру евакуювати Сеуту. Проте всупереч сподіванням португальців, візир відмовився передавати інфанта-заручника й поставив нові умови. Абу Захарія взяв на себе справу з обміном й вимагав першочергової здачі міста. Щоб затягнути час, він звинуватив єврея Жозе у спробі організації втечі Фернанду й, вибивши покази, ув'язнив. До вересня візир зібрав марокканське військо й рушив до Сеути, аби з тріумфом вступити до звільненого міста. Там він збирався повернути інфанта, якого прихопив із собою. Про свої плани Абу Захарія повідомив португальських послів через єврея Жозе, якого звільнив за 4 місяці. Отримавши повідомлення, посли відповіли, що не готові закладати Сеуту за «паперові обіцянки», і вимагали гарантій передачі інфанта. Офіційний Лісабон, наляканий можливістю марокканського штурму Сеути, поспіхом вислав туди військовий флот. Візир розцінив ці кроки як підступність з боку португальців і скасував похід. Повернувшись до Фесу, він знову кинув інфанта Фернанду у тюрму.
Переговори тривали й надалі, але сторони все більше і більше недовіряли один одному. Тоді наприкінці жовтня — початку листопада 1440 року гранадський емір Мухаммад IX запропонував своє посередництво. Він радив марокканському візирові надіслати заручника-інфанта до Гранади через генуезців, обіцяючи, що не видасть його Португалії допоки Сеута не буде евакуйована й здана. Марокканці затрималися із відповіддю через спалах епідемії чуми, під час якої загинула частина португальських полонених. Португальці також не дали своєї згоди на посередництво. Як результат гранадська ініціатива була відкинута.

## Смерть Фернанду

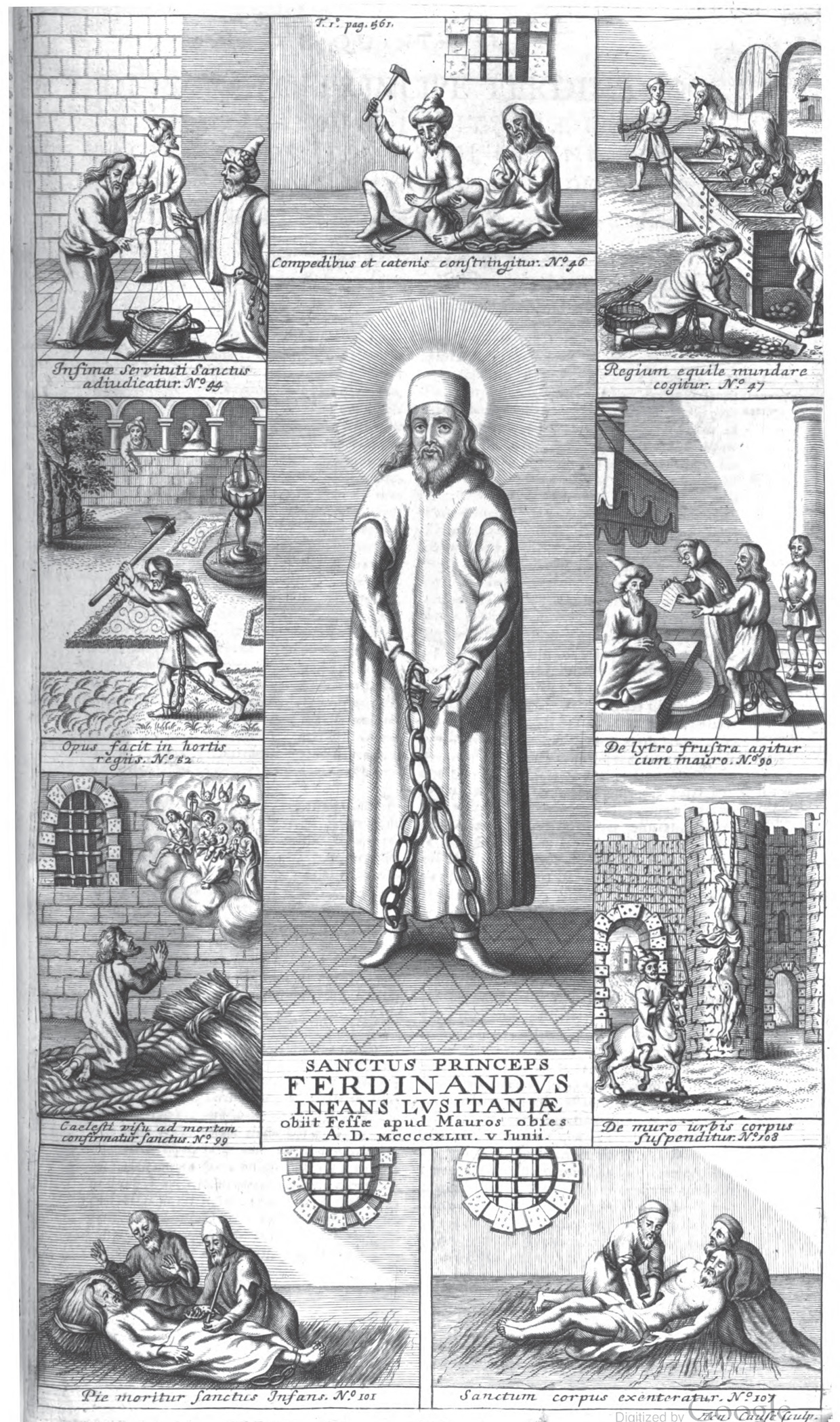
Мучеництво Фернанду (Acta Sanctorum).

Як повідомляє Алваріш, у травні 1442 року люди марокканського візира арештували наставника султанового сина Факуямара (Faquyamar). У нього знайшли листи від членів ради португальської королеви Елеанори, в яких вони намовляли його сприяти визволенню інфанта Фернанду з в'язниці. Марокканці жорстоко катували і стратили цього нещасного в присутності Фернанду, а його самого ізолювали, помістивши до темної камери Феської тюрми. Візир Абу Захарія втратив сподівання на повернення Сеути, зрозумівши, що зможе отримати за інфанта лише величезний викуп. Втім навіть цю надію поховала смерть Фернанду. Після 15-місяців утримування у жахливих умовах 41-річний інфант помер 5 червня 1443 року. Марокканцям вдалося викупити лише його слуг, серед яких був секретар покійного, брат Жуан Алваріш.
У хроніці Руя де Піни відсутній епізод з арештом марокканського наставника. Він також нічого не повідомляє про план втечі інфанта. Хроніст припускає, що насправді візир Абу Захарія від самого початку не мав наміру повертати Сеуту. Місто нагадувало марокканцям про загрозу ззовні, й візир, використовуючи це як політичний козир, успішно консолідував владу всередині країни.
Танжерська катастрофа і загибель інфанта Фернанду в полоні залишили значний відбиток у пам'яті португальців. Енріке Мореплавець, який був головним винуватцем поразки і смерті брата, зазнав серйозного репутаційного удару. Сприйняття інфанта як егоїста, що зраджує рідних заради власних інтересів, посилилося після регентської кризи 1438 року і битви при Алфарробейрі 1449 року. Щоб якось згладити свою провину, Енріке заходився творити міф про «святого інфанта» Фернанду, що добровільно віддав себе в жертву за співвітчизників, на благо держави. З цією метою він запросив ченця Жуана Алваріша написати біографічну хроніку про ув'язнення Фернанду. У ній останній описувався як мученик, що загинув від рук невірних. Цей міф поступово набув популярності у Португалії на тлі великих географічних відкриттів, які започаткував Енріке. З часом досягнення інфанта-відкривача затьмили стару марокканську авантюру.
Смерть Фернанду стала платою португальців за Сеуту. Місто залишилося в складі Португальської Корони, а питання його залишення зняли з розгляду уряду. Це дало поштовх португальцям до нових завоюваннь у Північній Африці, що відтоді мали характер помсти за «святого інфанта». Новий король Афонсу V тричі намагався захопити Танжер у 1458, 1468 і 1471 роках. Остання спроба була успішною й португальці нарешті змили сором першої Танжерської експедиції.
Пораза португальців під Танжером обернулася тріумфом для Марокко. Зовнішня загроза об'єднала марокканців, поклавши край двадцятирічним міжуосбицям, а перемога принесла довгоочікуваний мир і спокій. Ставши національним героєм-рятівником, візир Абу Захарія аль-Ваттасі посилив свої позиції в уряді й, фактично, встановив авторитарний режим. Він збудував мавзолей на честь Ідрісса ІІ у Фесі, пам'ятник перемозі під Танжером.

### Хроніки. Збірки документів
- Álvares, João. Chronica dos feytos, vida, e morte do infante santo D. Fernando, que morreo em Fez. Lisbon: M. Rodrigues, 1730.
- Pina, Ruy de. Chronica d'el Rey D. Duarte /ed. G. Pereira. Lisbon: Escriptorio, 1901.
- Pina, Ruy de. Chronica d'el Rey D. Affonso V /ed. G. Pereira. Lisbon: Escriptorio, 1901—1902. V.1—3.
- Gomes Eanes de Zurara (1453) Crónica dos feitos notáveis que se passaram na Conquista da Guiné por mandado do Infante D. Henrique or Chronica do descobrimento e conquista da Guiné. [Trans. 1896–99 by C.R. Beazley and E. Prestage, The Chronicle of the Discovery and Conquest of Guinea, London: Halyut], v.1, v.2
- Monumenta Henricina: in 15 v. / ed. Dias Dinis, Antonio Joaquim. Coimbra, 1960—1974.

### Монографії
- Beazley, C.R. (1894) Prince Henry the navigator: the hero of Portugal and of modern discovery, 1394–1460. New York: Putnam online
- Cook, W.F. (1993) "Warfare and Firearms in Fifteenth Century Morocco, 1400–1492", in War & Society, Vol. 11 (2), pp. 25–40 at De Re Militari
- Diffie, Bailey W., and George D. Winius (1977) Foundations of the Portuguese empire, 1415–1580 Minneapolis, MN: University of Minnesota Press
- Elbl, Martin Malcolm (2013) Portuguese Tangier (1471–1662): Colonial Urban Fabric as Cross-Cultural Skeleton Toronto and Peterborough: Baywolf Press, 2013
- Elbl, Martin Malcolm (2013, rel. in 2015) "Contours of Battle: Chronicles, GIS, and Topography—A Spatial Decoding of the Portuguese Siege of Tangier, September to October 1437", in Portuguese Studies Review, Vol. 21, No. 2 (2013) (delayed publication release: November 2015): 1–135.
- Julien, Charles-André, Histoire de l'Afrique du Nord, des origines à 1830, édition originale 1931, réédition Payot, Paris, 1961
- Quintella, Ignacio da Costa (1839–40) Annaes da Marinha Portugueza, 2 vols, Lisbon: Academia Real das Sciencias. vol. 1
- Russell, Peter E. Prince Henry 'the Navigator': a life New Haven, Conn: Yale University Press, 2000.